# Exhortatio
Exhortatio (lat. „Ermunterung“) steht im katholischen Sprachgebrauch für die Ermahnung zum rechten Tun bzw. die Aufforderung zur Buße. Der Begriff erscheint regelmäßig in Verlautbarungen des Heiligen Stuhls. Das Apostolische Schreiben im engeren Sinn ist die Exhortatio apostolica, ein nicht als Rundschreiben verfasstes Lehrschreiben.

## Exemplarisch seien hier genannt
- Begründet wurde die Tradition der Enzykliken von Papst Benedikt XIV. (1740–1758), der am 3. Dezember 1740 – kurz nach seinem Amtsantritt – die erste moderne Enzyklika Ubi primum, über die Pflichten der Bischöfe und deren Amtsführung, veröffentlichte. In der abschließenden Exhortatio ermuntert, ermahnt und fordert er die Bischöfe auf, die Übernahme der Pflichten und Aufgaben zu beachten und die Verantwortung für seine Gemeinden (Herden) zu tragen.
- Die Enzyklika Inter multiplices an die Kardinäle, Erzbischöfe und Bischöfe von Frankreich wurde am 21. März 1853 von Papst Pius IX. verkündet. Zum Inhalt hatte sie die Erhaltung und die Einheit der Liturgie sowie des Messbuches (Missale). Der Papst hat weiterhin in einer Exhortatio die Bischöfe Frankreichs aufgerufen, die Männer zu ermahnen („… exhort die Männer …“) und zu verwarnen, die mit ihren Schriften und Reden versuchen, eine Störung des Kirchenfriedens zu erreichen. Im Falle der Nichtbefolgung sollen sie aus dem Klerus verwiesen werden.
- Mit der Enzyklika Ubi nos (Als wir … von unseren Feinden) vom 15. Mai 1871 protestierte Papst Pius IX. gegen die Annexion des Kirchenstaats. Der Papst ruft zum Gebet für das Ende des Kampfes auf. In der abschließenden Exhortatio ermuntert er die katholischen Christen zum Widerstand gegen die Besatzer und mahnt, nicht gegen die Lehren Gottes zu verstoßen.
- Papst Leo XIII., der viele Enzykliken herausgab, hat in fast allen Enzykliken mit politischen Aussagen das Episkopat, den Klerus und die Gläubigen ermahnt und ermuntert (exhortiert).
- „Exhortatio gegen den Krieg“: In seiner Exhortatio vom 28. Juli 1915 bezeichnete Benedikt XV. den Krieg als „grauenhafte Schlächterei“ (horrenda carneficina). Bereits kurz nach Amtsantritt hatte er sich am 8. September 1914 mit einem Apostolischen Schreiben Ubi primum vehement gegen den Krieg eingesetzt, es folgten weitere Aufrufe, insbesondere das Schreiben vom 1. August 1917 Dès le début. Dieser Papst hat in seiner etwa siebenjährigen Amtszeit (1914–1922) bemerkenswert häufig Schreiben verfasst, die nicht im Rang einer Enzyklika standen.
- Das nach den Anfangsworten Gaudete in Domino zitierte Apostolische Schreiben des Papstes Paul VI. erschien am 9. Mai 1975, im Heiligen Jahr. Der Papst hatte das von ihm 1973 angekündigte Heilige Jahr unter das Leitbild der innerkirchlichen und weltweiten Versöhnung gestellt. Es stellt zusammen mit der im Anschluss an die Bischofssynode gleichfalls 1975 verfassten Exhortatio Evangelii Nuntiandi so etwas wie das Vermächtnis des Konzilspapstes dar.

## Weitere Bedeutung
Im theologisch-pädagogischen Bereich findet er sich auch als ein Begriff wieder, der eine erzieherische Maßnahme als Ermahnung (Exhortatio) und als eine Erziehungshandlung (Ermahnung, Belehrung, Sanktion) beschreibt.
Von besonderer Bedeutung für die historische Linguistik ist weiters die Exhortatio ad plebem christianam, ein frühmittelalterlicher Text aus dem 9. Jahrhundert der in altbairischer Sprache verfasst wurde. Heute ist dieses Dokument ein Teil der Kasseler Gespräche und wird in der Murhardschen Bibliothek in Kassel aufbewahrt.